# Radio Ciuvascia
La Radio Ciuvascia (in russo Радио Чувашии?; in ciuvascio: Чăваш радиовĕ) è la radio nazionale della Ciuvascia in Russia. Ha Sede a Čeboksary ed è stata fondata l'8 marzo 1932, l'attuale Direttore è Èl’vira Vladimirovna Timofeeva.